# Georg Büchel
Georg Büchel (* 1951 in Prüm) ist ein deutscher Geologe.

## Leben
Büchel promovierte 1984 in Mainz über die Maare im Vulkanfeld der Westeifel. Er war bis 2017 Professor für Angewandte Geologie an der Friedrich-Schiller-Universität Jena. Einer seiner Schwerpunkte ist die Sanierung der Uranbergbauregion in Ronneburg, eine der weltweit größten Uranlagerstätten. Es geht im Kern darum, die ungezielte Einsickerung schwermetallbelasteten Wassers in das Grundwasser zu verhindern. So erklärt Büchel sein Ziel folgendermaßen, dass auf schwach kontaminierten Böden der Weizen nicht erst in tausend Jahren geerntet werden könne. Sein Nachfolger auf diesen Lehrstuhl wurde Thorsten Schäfer.

## Werke (Auswahl)
- Die Maare im Vulkanfeld der Westeifel, ihr geophysikalischer Nachweis, ihr Alter und ihre Beziehung zur Tektonik der Erdkruste, Diss. Mainz 1984.
- Vulkanologische Karte West- und Hocheifel: = Vulcanological map West- and Hocheifel, Hrsg.  Georg Büchel, Landesvermessungsamt Rheinland-Pfalz, Koblenz 1994.
- Georg Büchel (Hrsg.): Geowissenschaften und Öffentlichkeit: Tagungsband, Deutsche Geologische Gesellschaft, 2003.
- Angelika Schöner et al.: Geochemistry of natural wetlands in former uranium milling sites (eastern Germany) and implications for uranium retention. Göttingen 2008, doi:10.1016/j.chemer.2007.12.003 (englisch, uni-goettingen.de).
- mit Michael Pirrung, Karl-Heinz Köppen: Hochauflösende fluviolakustrine Sedimente des jüngeren Pleistozän aus dem Alfbachtal bei Gillenfeld (Westeifel) – erste Ergebnisse. In: Mainzer geowiss. Mitt. 2007 (geo-leo.de [PDF; 1,3 MB]).